# Хоенемс
Хоенемс град је у Аустрији, смештен у крајње западном делу државе. Значајан је град у покрајини Форарлберг, у оквиру округа Дорнибирн.

## Природне одлике
Хоенемс се налази у крајње западном делу Аустрије, на граници са Швајцарском, 650 км западно од главног града Беча. Главни град покрајине Форарлберг, Брегенц, налази се 20 km северно од града.
Град се сместио у долини реке Рајне (граница према суседној Швајцарској), у „жили куцавици“ Форарлберга. Изнад града се издиже планина Карен у саставу Алпа. Надморска висина града је око 430 m.

## Становништво
| 1971.  | 1981.  | 1991.  | 2001.  | 2011.  |
| ------ | ------ | ------ | ------ | ------ |
| 11.487 | 12.666 | 13.531 | 13.891 | 15.149 |

Данас је Хоенемс град са око 15.000 становника. Последњих деценија број градског становништва се повећава.

## Галерија
- Римокатоличка црква св. Карла
- Градска кућа
- Стара болница
- Градска пошта